# 스리랑카 총리

스리랑카의 국장

스리랑카 총리(싱할라어: අග්‍රාමාත්‍ය - ශ්‍රී ලංකාව, 영어: Prime Minister of Sri Lanka)는 스리랑카의 각료를 지위하는 자이다. 총리는 대통령이 임명하며, 현재 총리는 하리니 아마라수리야이다.

## 역대 스리랑카 총리 목록

### 영국 자치령 실론 총리(1947년~1972년)
정당 목록
  자유당
  통일국민당
| # | 사진 | 이름                              | 취임일           | 퇴임일           | 정당       |
| - | ---- | --------------------------------- | ---------------- | ---------------- | ---------- |
| 1 |      | 돈 스티븐 세나나야케 (1884~1952)  | 1947년 9월 24일  | 1952년 3월 22일  | 통일국민당 |
| 2 |      | 더들리 세나나야케 (1911~1973)     | 1952년 3월 26일  | 1953년 10월 12일 | 통일국민당 |
| 3 |      | 존 코텔라왈라 (1897~1980)         | 1953년 10월 12일 | 1956년 4월 12일  | 통일국민당 |
| 4 |      | 솔로몬 반다라나이케 (1899~1959)   | 1956년 4월 12일  | 1959년 9월 26일  | 자유당     |
| 5 |      | 와제얀다 다하나야케 (1902~1997)   | 1959년 9월 26일  | 1960년 3월 20일  | 자유당     |
| 6 |      | 더들리 세나나야케 (1911~1973)     | 1960년 3월 21일  | 1960년 7월 21일  | 통일국민당 |
| 7 |      | 시리마보 반다라나이케 (1916~2000) | 1960년 7월 21일  | 1965년 3월 25일  | 자유당     |
| 8 |      | 더들리 세나나야케 (1911~1973)     | 1965년 3월 25일  | 1970년 5월 29일  | 통일국민당 |
| 9 |      | 시리마보 반다라나이케 (1916~2000) | 1970년 5월 29일  | 1972년 5월 22일  | 자유당     |

### 스리랑카 총리(1972년~현재)
정당 목록
  자유당
  통일국민당
  스리랑카인민전선
  인민의힘
| #  | 사진 | 이름                                           | 취임일           | 퇴임일           | 정당             |
| -- | ---- | ---------------------------------------------- | ---------------- | ---------------- | ---------------- |
| 9  |      | 시리마보 반다라나이케 (1916~2000)              | 1972년 5월 22일  | 1977년 7월 23일  | 자유당           |
| 10 |      | 주니우스 리차드 자야와데네 (1906~1996)         | 1977년 7월 23일  | 1978년 2월 4일   | 통일국민당       |
| 11 |      | 라나싱헤 프레마다사 (1924~1993)                | 1978년 2월 6일   | 1989년 1월 2일   | 통일국민당       |
| 12 |      | 딩기리 반다 위제퉁가 (1916~2008)               | 1989년 3월 6일   | 1993년 5월 7일   | 통일국민당       |
| 13 |      | 라닐 위크레메싱게 (1949~ )                     | 1993년 5월 7일   | 1994년 8월 19일  | 통일국민당       |
| 14 |      | 찬드리카 쿠마라퉁가 (1945~ )                   | 1994년 8월 19일  | 1994년 11월 12일 | 자유당           |
| 15 |      | 시리마보 반다라나이케 (1916~2000)              | 1994년 11월 14일 | 2000년 8월 9일   | 자유당           |
| 16 |      | 라트나시리 위크레마나야케 (1933~2016)          | 2000년 8월 10일  | 2001년 12월 7일  | 자유당           |
| 17 |      | 라닐 위크레메싱게 (1949~ )                     | 2001년 12월 7일  | 2004년 4월 6일   | 통일국민당       |
| 18 |      | 마힌다 라자팍사 (1945~ )                       | 2004년 4월 6일   | 2005년 11월 19일 | 자유당           |
| 19 |      | 라트나시리 위크레마나야케 (1933~2016)          | 2005년 11월 19일 | 2010년 4월 21일  | 자유당           |
| 20 |      | 디산나야카 무디얀셀라지 자야라트네 (1931~2019) | 2010년 4월 21일  | 2015년 1월 9일   | 자유당           |
| 21 |      | 라닐 위크레메싱게 (1949~ )                     | 2015년 1월 9일   | 2018년 10월 26일 | 통일국민당       |
| 22 |      | 마힌다 라자팍사 (1945~ )                       | 2018년 10월 26일 | 2018년 12월 15일 | 스리랑카인민전선 |
| 23 |      | 라닐 위크레메싱게 (1949~ )                     | 2018년 12월 16일 | 2019년 11월 21일 | 통일국민당       |
| 24 |      | 마힌다 라자팍사 (1945~ )                       | 2019년 11월 21일 | 2022년 5월 9일   | 스리랑카인민전선 |
| -  |      | 라닐 위크레메싱게 (1949~ )                     | 2022년 5월 9일   | 2022년 7월 22일  | 통일국민당       |
| 25 |      | 디네시 구나와르데나 (1949~ )                   | 2022년 7월 22일  | 2024년 9월 24일  | 스리랑카인민전선 |
| 26 |      | 하리니 아마라수리야 (1970~ )                   | 2024년 9월 24일  | 현재             | 인민의힘         |

## 같이 보기
- 스리랑카
- 스리랑카의 대통령